# Serrat de la Mola d'Esto
El Serrat de la Mola d'Esto és una serra situada entre els municipis d'Artesa de Segre i de la Baronia de Rialb a la comarca de la Noguera, amb una elevació màxima de 1.092 metres.